# Матфей (Шевчук)
Матфей (в миру Шевчу́к Володи́мир Іва́нович; 6 вересня 1973, Сокаль) — архієрей Православної церкви України (до 15 грудня 2018 року — Української православної церкви Київського патріархату), архієпископ Володимирський і Нововолинський. Дослідник візантійського церковного права.

## Біографія
1988 року закінчив Сокальську ЗОШ І–ІІІ ступенів та поступив у Сокальське СПТУ № 3, яке закінчив 1991 року.
1992 року вступив до Київської духовної семінарії. На першому курсі КДС вступив послушником у Свято-Феодосіївський чоловічий монастир міста Києва. 13 грудня 1992 року прийняв чернечий постриг з іменем Матфей та рукоположений у сан ієродиякона митрополитом Антонієм (Масендичем).
9 лютого 1993 року рукоположений в сан ієромонаха. З 18 травня 1993 року до лютого 1994 року ніс послух у Свято-Миколаївському чоловічому монастирі міста Богуслава. У квітні 1994 переведений у клір Волинської єпархії УПЦ КП і призначений настоятелем церкви Святого Архистратига Михаїла селі Верба Володимир-Волинського району Волинської єпархії.
22 листопада 1995 року переведений на посаду настоятеля собору Святого великомученика Юрія Переможця міста Володимира-Волинського. 1996 року закінчив Волинську духовну семінарію та вступив до Львівської духовної академії, яку закінчив 2000 року, захистивши дипломну роботу на тему: «Візантійське церковне право в Україні».
10 березня 2006 року звільнений з посади настоятеля собору Святого великомученика Юрія Переможця в м. Володимирі-Волинському в зв'язку із переходом у клір Київської єпархії, та зарахований до числа братії Свято-Феодосіївського чоловічого ставропігійного монастиря Києва.
15 листопада 2006 року призначений секретарем Патріарха Київського і всієї Руси-України Філарета.

### Єпископське служіння
17 грудня 2006 року, згідно з рішенням Священного синоду Української православної церкви Київського патріархату, у Володимирському патріаршому кафедральному соборі Києва був хіротонізований у сан єпископа з титулом Дрогобицький і Самбірський.
Удостоєний вищих церковних нагород: Ордену Святого Юрія Переможця (21 жовтня 2006 року).
23 січня 2012 року звільнений, рішенням Синоду призначений вікарним єпископом Володимир-Волинським Волинської єпархії.
Священний синод, що відбувся у Києві 22–23 січня 2017 року, вирішив утворити у складі Української православної церкви київського патріархату Володимир-Волинську єпархію, включивши до неї такі райони Волинської області: Володимир-Волинський, Іваничівський, Локачинський, Любомльський, Турійський, Шацький. Синод призначив Матфея (Шевчука) єпископом Володимир-Волинським і Турійським, звільнивши його від обов'язків вікарія Волинської єпархії.
15 грудня 2018 року разом із усіма іншими архієреями УПЦ КП взяв участь у Об'єднавчому соборі в храмі Святої Софії.
2 лютого 2023 року, у зв’язку з перейменуванням кафедрального міста Володимира-Волинського на Володимир, Синод змінив титул владики на «Володимирський і Нововолинський». Того ж дня предстоятель ПЦУ митрополит Епіфаній підніс єпископа Матфея до сану архієпископа.